# Língua mocolé (Benim)
Mocolé (Mokollé), mocualé (mokwale), moncolé (monkole) ou feri (féri) é uma língua edequiri do subgrupo ioruboide falado em vilas no entorno de Candi no Benim. Pertence à subfamília Volta-níger e à família atlântico-congolesa da línguas nigero-congolesas.